# Jaime Álvarez Moya
Jaime Rubén Álvarez Moya (Callao, 4 de junio de 1967) es un empresario y abogado peruano.

## Biografía
Nació en el Callao, el 4 de junio de 1967. Es hijo de Camilo Álvarez Luque y Honorata Moya Álvarez.
Cursó sus estudios primarios y secundarios en su ciudad natal y, entre 2001 y 2006 cursó estudios superiores de derecho en la Universidad Santa María de Venezuela tras emigrar a ese país. Paralelamente ha mantenido actividades empresariales en el Perú.

## Participación política
Es miembro del Frente Popular Agrícola del Perú (FREPAP), partido político fundado por Ezequiel Ataucusi.
Su primera participación política se dio en las elecciones parlamentarias de 1995 en las que fue candidato al Congreso de la República, sin embargo, no resultó elegido. Intentó nuevamente ser elegido en las elecciones del 2000 quedando como el tercer más votado de la lista donde solo Luis Cáceres Velásquez y su hijo Roger Cáceres resultaron electos.
Postuló nuevamente al parlamento en las elecciones parlamentarias del 2001 y en las elecciones del 2006 como miembro del partido Justicia Nacional liderado por Jaime Salinas.
En las elecciones regionales del 2010 y en las elecciones del 2014, Álvarez fue candidato a la Presidencia Regional de Puno por el Movimiento Agrario Puneño sin lograr ser elegido en ninguna ocasión.